# Pilger
Pilger és una població dels Estats Units a l'estat de Nebraska. Segons el cens del 2000 tenia 212 habitants.

## Demografia
Segons el cens del 2000, Pilger tenia 378 habitants, 164 habitatges, i 106 famílies. La densitat de població era de 486,5 habitants per km².
Dels 164 habitatges en un 29,9% hi vivien nens de menys de 18 anys, en un 51,8% hi vivien parelles casades, en un 7,3% dones solteres, i en un 34,8% no eren unitats familiars. En el 30,5% dels habitatges hi vivien persones soles el 15,2% de les quals corresponia a persones de 65 anys o més que vivien soles. El nombre mitjà de persones vivint en cada habitatge era de 2,3 i el nombre mitjà de persones que vivien en cada família era de 2,87.
Per edats la població es repartia de la següent manera: un 24,9% tenia menys de 18 anys, un 6,3% entre 18 i 24, un 25,9% entre 25 i 44, un 23,3% de 45 a 60 i un 19,6% 65 anys o més.
L'edat mediana era de 40 anys. Per cada 100 dones de 18 o més anys hi havia 90,6 homes.
La renda mediana per habitatge era de 31.364 $ i la renda mediana per família de 41.500 $. Els homes tenien una renda mediana de 27.273 $ mentre que les dones 18.750 $. La renda per capita de la població era de 18.178 $. Aproximadament el 3,8% de les famílies i el 7,4% de la població estaven per davall del llindar de pobresa.

## Poblacions més properes
El següent diagrama mostra les poblacions més properes.